# 墨爾本機場
37°40′24″S 144°50′36″E / 37.67333°S 144.84333°E

墨爾本機場（英語：Melbourne Airport）是澳大利亚維多利亞州墨尔本市的主要民航機場，位於距離墨爾本中心商业区西北23公里（14英里）处的泰勒馬林区，所以亦称圖拉馬林机场（Tullamarine Airport）。墨尔本机场是澳大利亚旅客量第二大的机场，仅次于悉尼机场。墨爾本國際機場於1970年啟用，並且取代了附近的艾森頓機場（Essendon Airport)成为维多利亚州的主要机场以及唯一的国际机场。
墨爾本－悉尼航線是全球第3繁忙和亞太區第二繁忙的客運航線。墨爾本機場擁有多條直航航線前往澳洲所有首府、各大洋洲、亞洲、非洲、歐洲、北美洲及南美洲航點。至2008年12月開始，墨爾本機場的出口貨運量列澳洲各機場之冠；進口貨運量則列澳洲第二。兩家貨運航空公司和的總部均設於墨爾本機場；機場的國內貨物吞吐量亦列全澳之冠。墨爾本機場被評為四星級機場。

## 機場運作

### 航線發展
2005至2007年，墨爾本機場的國際旅客流量下跌50萬人次。雖然墨爾本機場的乘客量屢創新高，但2006年的統計顯而航空公司正在減少航班。英國航空撤出墨爾本後，澳洲航空在2006年3月增加往倫敦的航班以彌補流失的客量。2006年第四季機場的國際旅客數字跌了2%，而機場最後一家歐洲航空公司－奧地利航空亦於2007年3月撤出。
但2007年，國際及國內數字旅客回復2006年的水平，2006至07年，共有2200萬名乘客使用了本機場。
2008至09財政年度，機場的國際乘客流量增加了72.5萬人次。2007年9月22日，大韓航空開辨直飛首爾的航班，成為墨爾本機場首條到南韓的航線。以每週一班航班飛往諾福克島。2007年10月，國泰航空增加到香港的航班至每日三班。2008年3月30日，泰國國際航空增加班次至每日兩班。澳洲航空從2008年開始，開設每週兩班的墨爾本至上海航線，及後在2009年3月停辦。同年，中國國際航空每週3班往上海及北京的航班將不經中途站悉尼，直達目的地。中國南方航空在旺季加開航班往來廣州。國內航線方面，開辨每週3班珀斯－Kalgoorlie－墨爾本的新航線在2007年11月投入服務，一年後停辦。澳洲虎航從2007年11月首航起，一直以墨爾本機場作為樞紐。
捷星航空在2008年4月17日開辦經達爾文往新加坡的航線，以較相宜的價格與傳統的直航航班競爭。2007年6月5日起，瓦努阿圖航空開設每週一班往維拉港的航班，在2008年9月1日起增至以每週兩班飛往諾福克島。馬來西亞航空和印度尼西亞鷹航空公司在2008年7月增加班次。
太平洋藍航空從2008年9月起，加入供不應求的奧克蘭－墨爾本航線，提供每日一班往返兩地的航班；紐西蘭航空亦增加載客量。澳洲航空從2008年10月20日起，將使用嶄新的空中巴士A380-800客機，並取代現役的波音747-400ER航機，以增加直航往返洛杉磯航班的載客量；經奧克蘭來往洛杉磯的航班則會採用747-400以取代載客量稍低的空中巴士A330-200。廉價航空公司從2008年11月12日起，開設每週四班直航往吉隆坡的航班，及後增加至每日兩班，試圖以較低的價格與馬來西亞航空競爭。2009年2月3日，阿聯酋航空增加往返杜拜的航班至每日3班。 阿提哈德航空於2009年3月29日起開設每日一班直航阿布扎比。直飛往洛杉磯的航班將於2009年12月1日首航，介時將會成為第3家航空公司經營墨爾本－洛杉磯航線，並為澳洲航空帶來競爭。卡塔爾航空將成為第3家航空公司提供前往中東地區的航班服務，來往卡塔爾多哈的航班將於2009年12月啟航。台灣的中華航空在2015年10月25日開航台北－墨爾本－基督城航線。其中台北－墨爾本航線是全年定期航線，墨爾本－基督城航線則是季節性定期航線。中國的廈門航空也在2016年6月30日開航廈門－墨爾本航線，並可以使用廈門中轉服務。而日本航空也已經在2017年9月1日開航東京成田－墨爾本航線，成為最新進駐墨爾本機場的航空公司。

## 交通配套

### 汽車

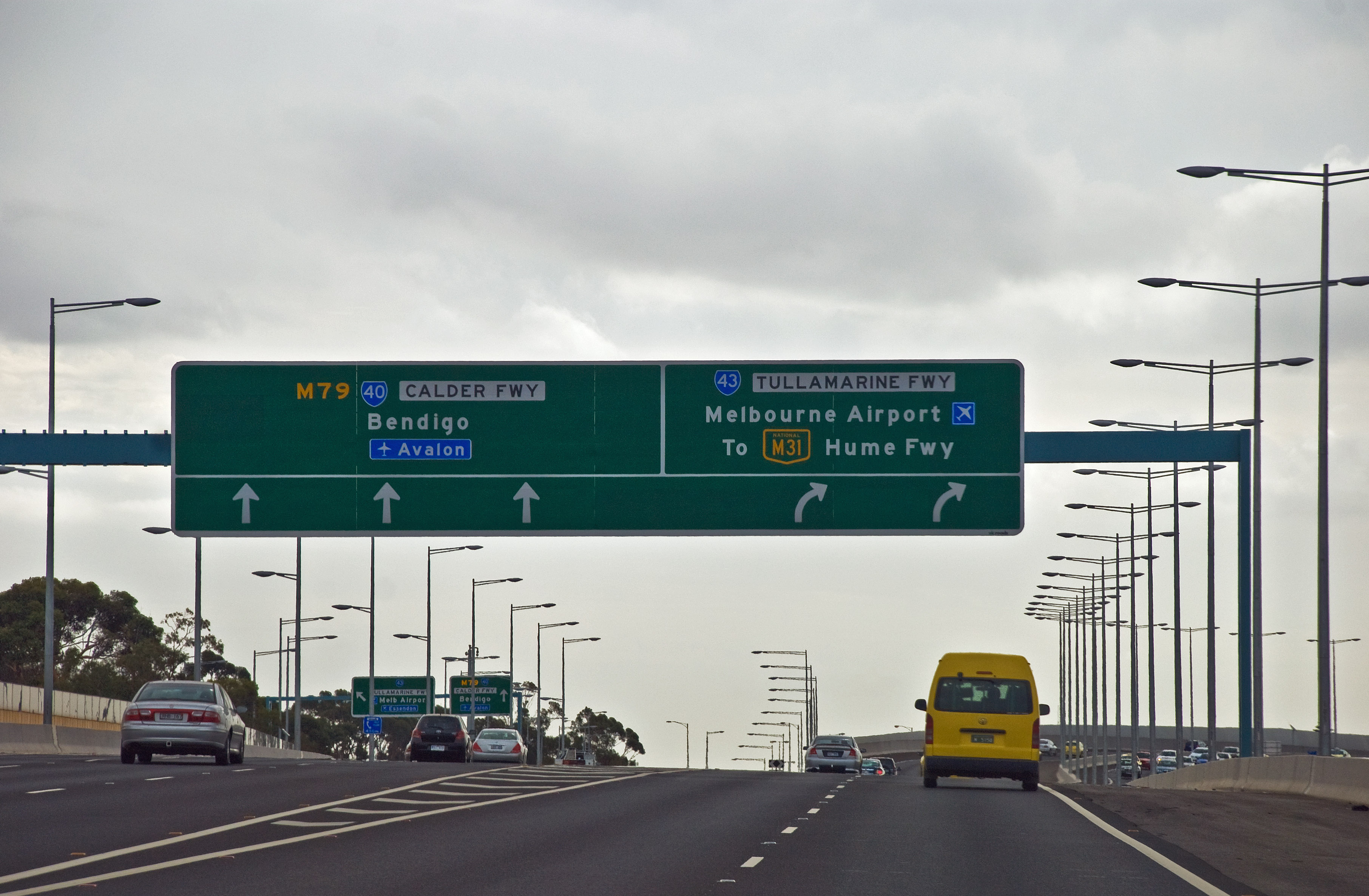
Tullamarine Freeway與Calder Freeway和叉道口

墨爾本機場由Tullamarine Freeway經過收費高速公司CityLink連接，直達距離23公里（14英里）的商業中心區，機場附近設有兩個分別通往機場客運大樓和空運貨站的公路入口。機場設有5座24小時運作的收費停車場。多層室內停車場提供短期及商用停車位；露天停車場亦提供長期停車位。現時的多層停車場由1999年起多次擴建而成，以取代原有的地面停車場。

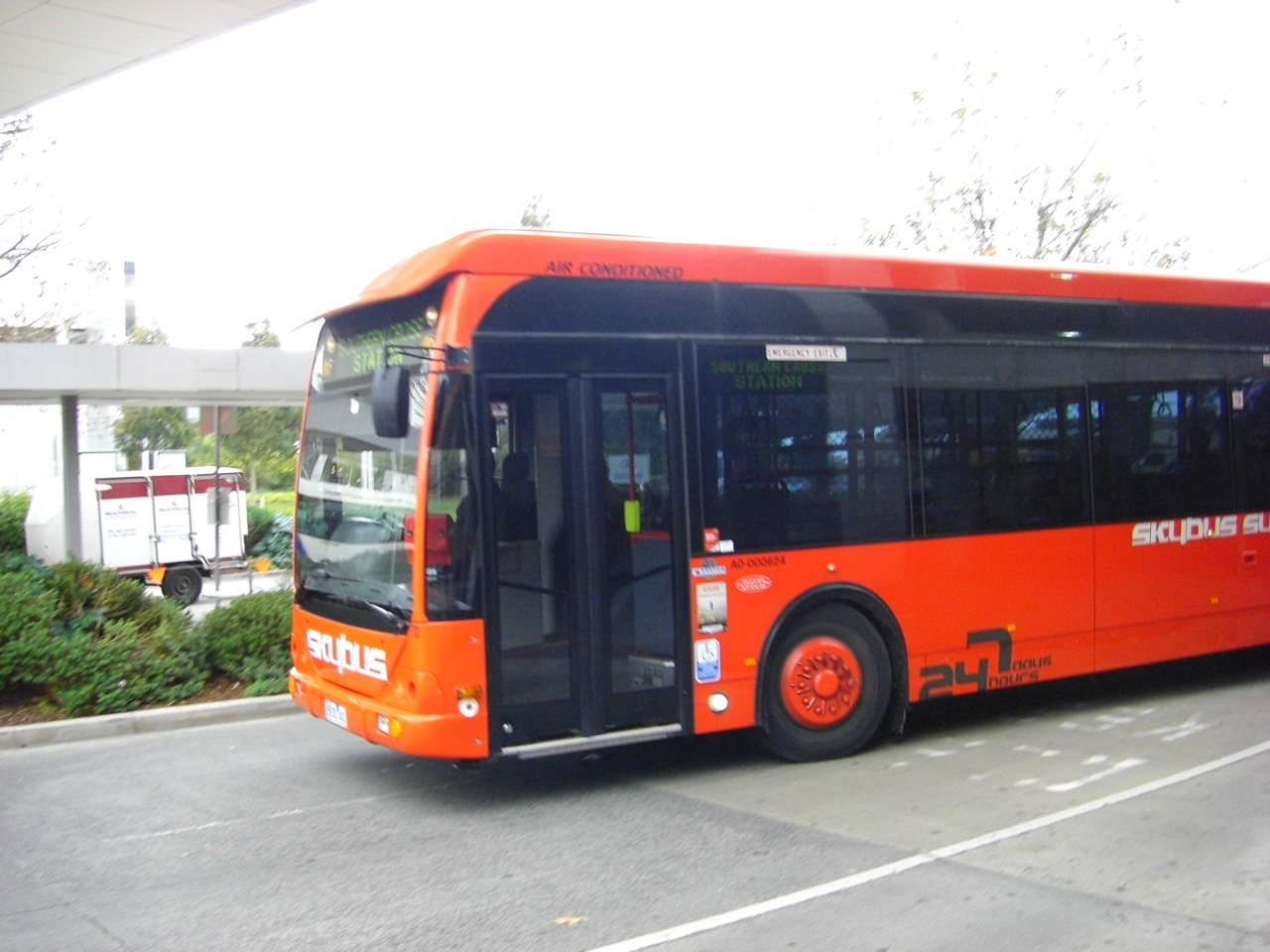
一輛駛離墨爾本機場的機場穿越巴士。

### 公共交通
機場巴士（Skybus）是前往機場的主要交通工具，旅客由機場前往墨爾本商業中心區的南十字車站約需22分鐘。除了機場巴士，還有3條普通巴士線路前往机场西（Airport West）区，乘客可在此换乘59路电车前往城区，3条线路分別為478線、479線及482線。其中479路另一端的终点为桑伯里站，乘客可在此换乘V-line或城市铁路。
其他9家巴士公司提供前往柏拉瑞特、本迪戈、丹德農、法蘭克斯頓、摩寧頓半島、基隆、墨爾本近郊、雪帕頓（Shepparton） 和里弗里納的巴士服務。旅客無須轉乘V/Line列車前往以上各城鎮。Airport Direct每天開出一班來回維多利亞州北部雪帕頓、Nagambie、西摩（Seymour）和Broadford的長途客車服務。Bendigo Airport Service每天開出四班來往本迪戈至機場時客車。Gull Bus每一至兩小時開出一班前往基隆的客車。

#### 機場鐵路
早於1960年代，已經有討論建議興建一條鐵路連接Broadmeadows（現時的Craigieburn近郊鐵路線）到墨爾本機場，但是最終都未有落實一個具體方案。
2001年，維多利亞州政府發表的Linking Victoria計劃裡研究興建一條重型鐵路連接機場。計劃有兩個方案，分別從Craigieburn近郊鐵路興建一條向東延的分支；或者伸延艾爾賓貨運線（Albion Goods Line）到機場的南端。後者被視為比較上佳的方案。市場調查顯示大多數旅客選擇乘坐的士或者私家車前往機場，再者悉尼及布利斯本的機場鐵路的低載客量降低了計劃的可行性。因此，機場鐵路計劃押後至2012年才可能啟動工程。2008年7月21日，維多利亞州州長重申州政府對興建機場鐵路的承諾。機場方面計劃把建於地面的鐵路地底化，以提供足夠土地作未來發展。惟至今，此計劃仍然未有落實或者任何其他進展。

## 客運大樓
墨爾本機場的4個航廈共擁有68個登機閘口，其中53個和15個供國內和國際航班使用。南面貨運停機坪共有5個停機坪供貨機停泊。2005年7月起，各航廈更改原有的名稱。澳洲航空國內航廈改為現時的一號航廈，國際航廈和北航廈（再之前稱安捷國內航廈）則改為二號及三號航廈。

### 第一航廈

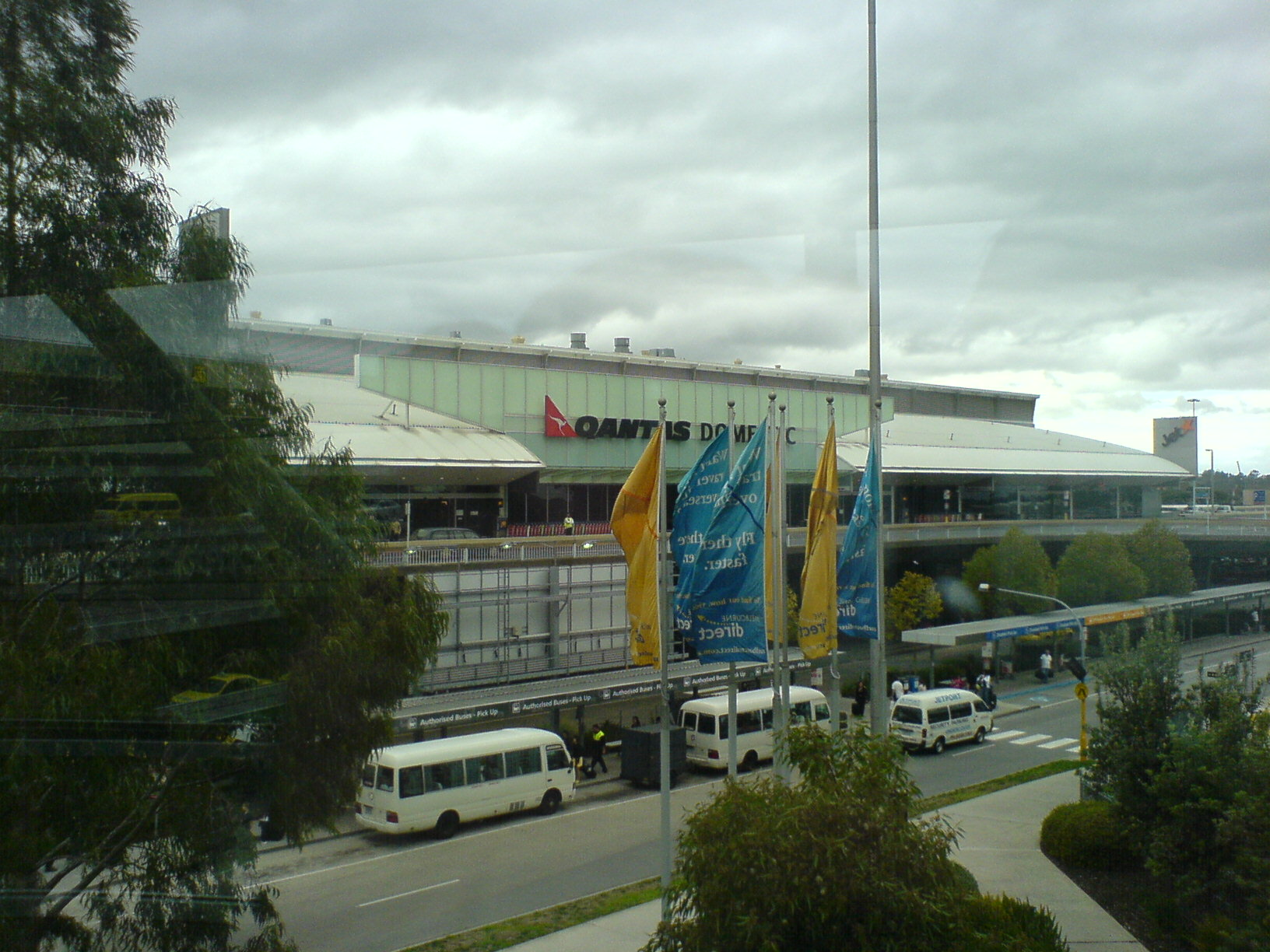
第一航廈外牆上的澳洲航空標誌

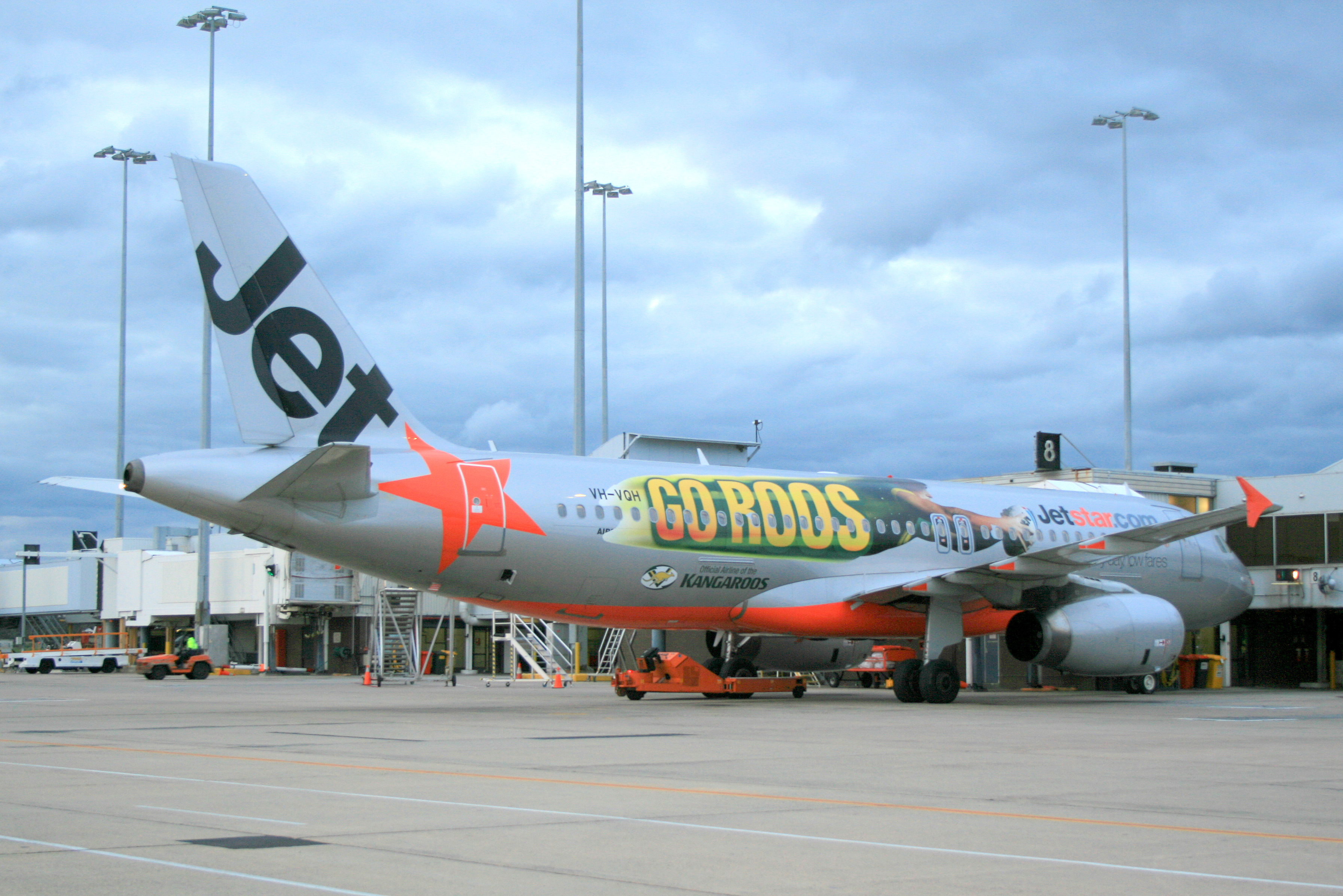
捷星航空的空中巴士A320-200型客機停泊在墨爾本機場第一航廈

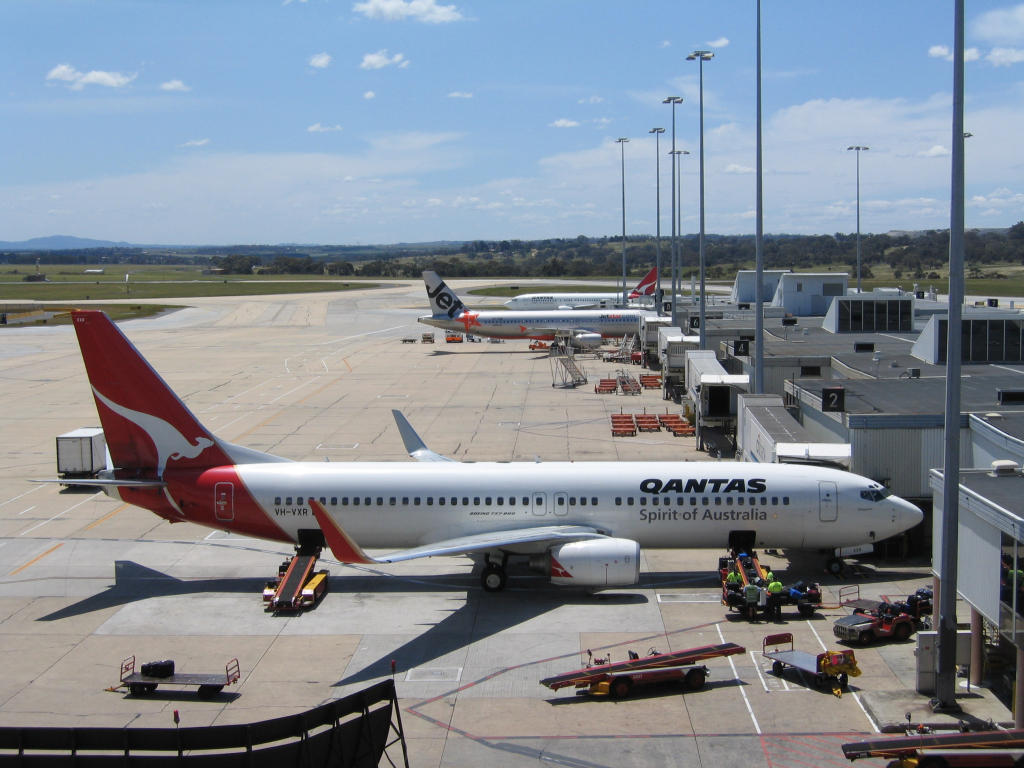
墨爾本機場第一航廈以及兩架澳洲航空的波音737（VH-VXR）和捷星航空的空中巴士A320-200型客機

第一航廈供澳洲航空及旗下的国内航班使用，出发層設於上層，而抵達層位於地面。 航廈所有15個登機閘口附設登機橋。
擴建了的澳洲航空航廈在1999年年底開幕。擴建工程成本達5000萬元，需時2年完成。澳洲航空在第一航廈內設有、等3間貴賓室。

### 第二航廈

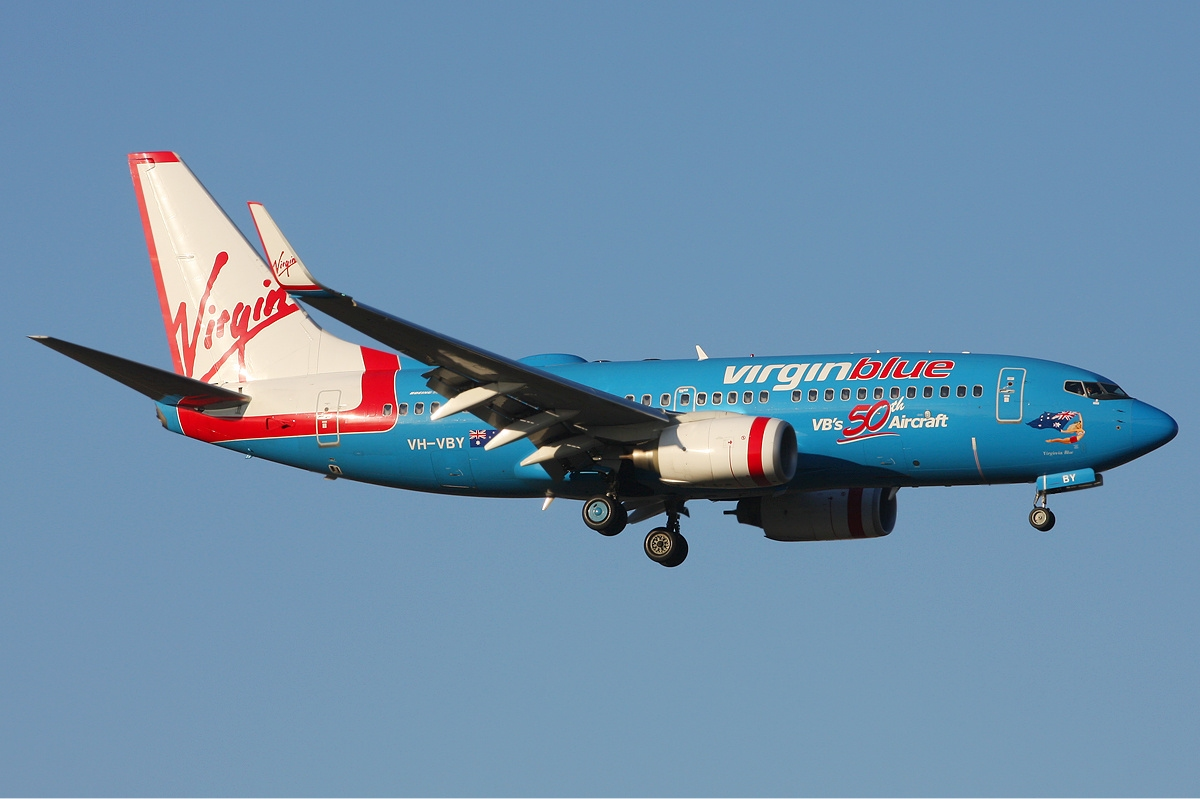
維珍藍航空的波音737-700型客機正在降落於墨爾本機場

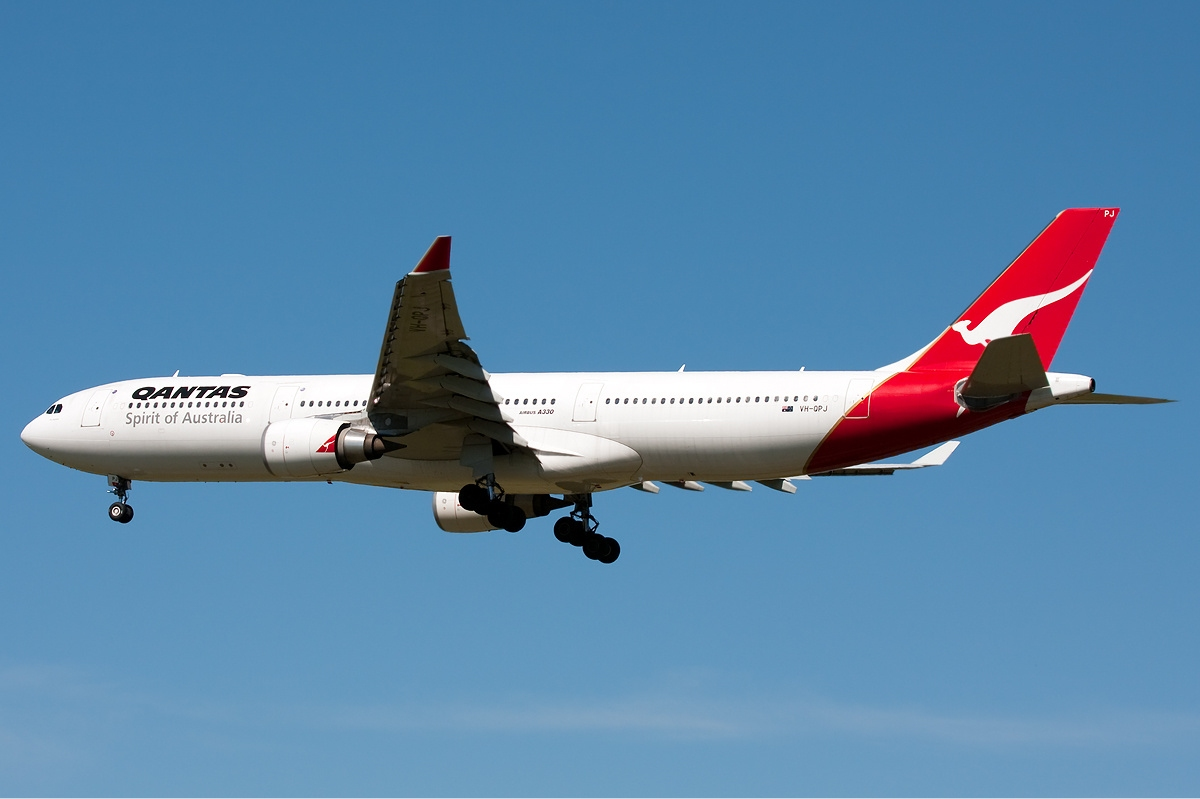
澳洲航空 （昆士兰及北领地航空服务) 的空中巴士A330-300型客機正在降落於墨爾本機場

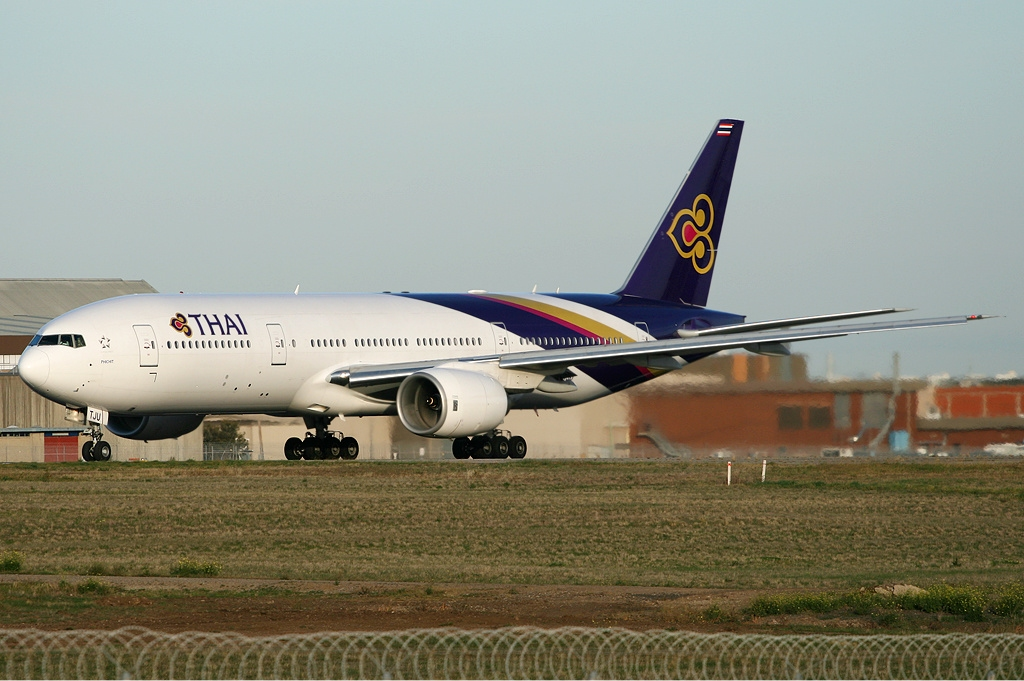
泰國國際航空的波音777-200ER型客機在墨爾本機場滑行

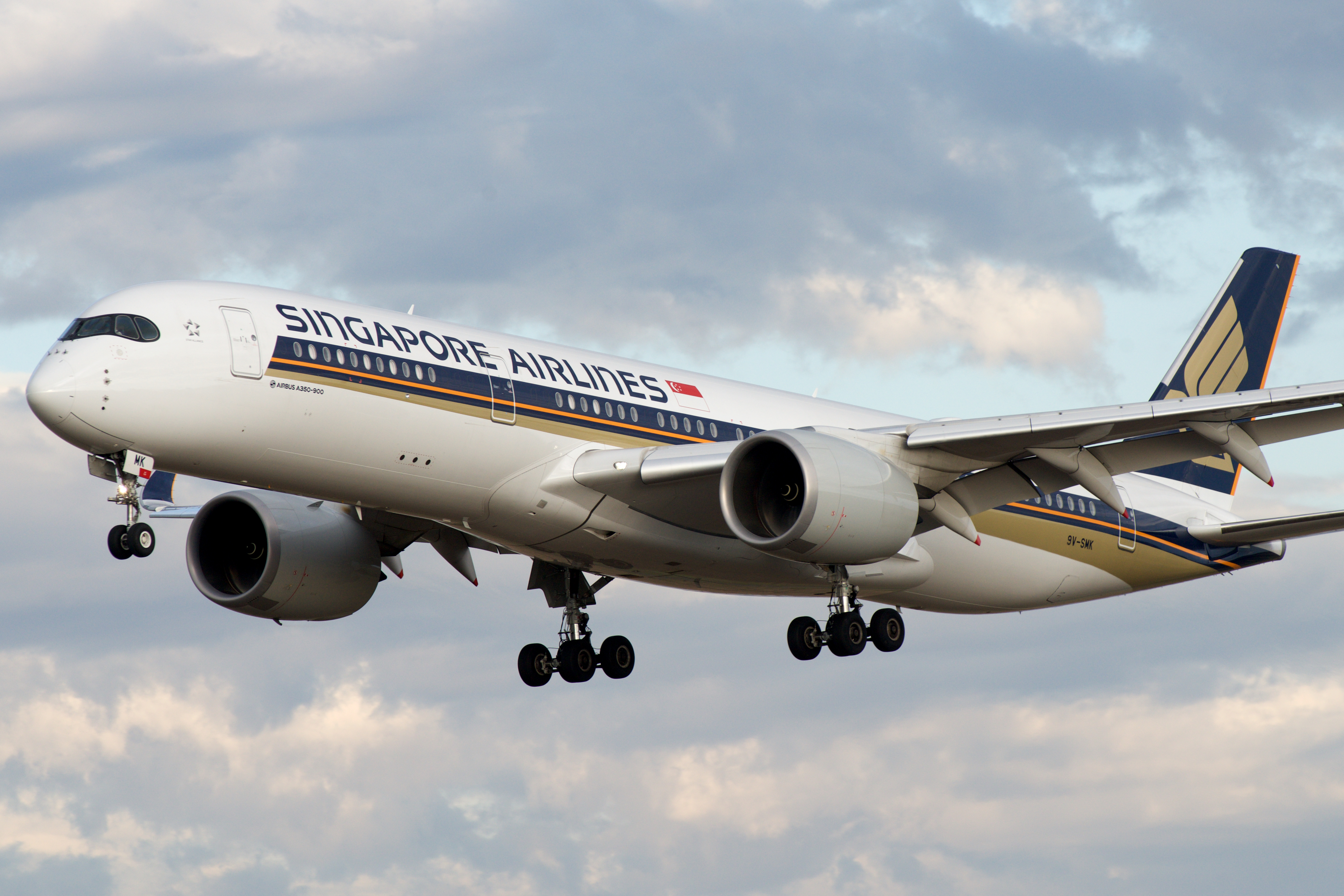
新加坡航空的空中巴士A350-900型客機正在降落於墨爾本機場

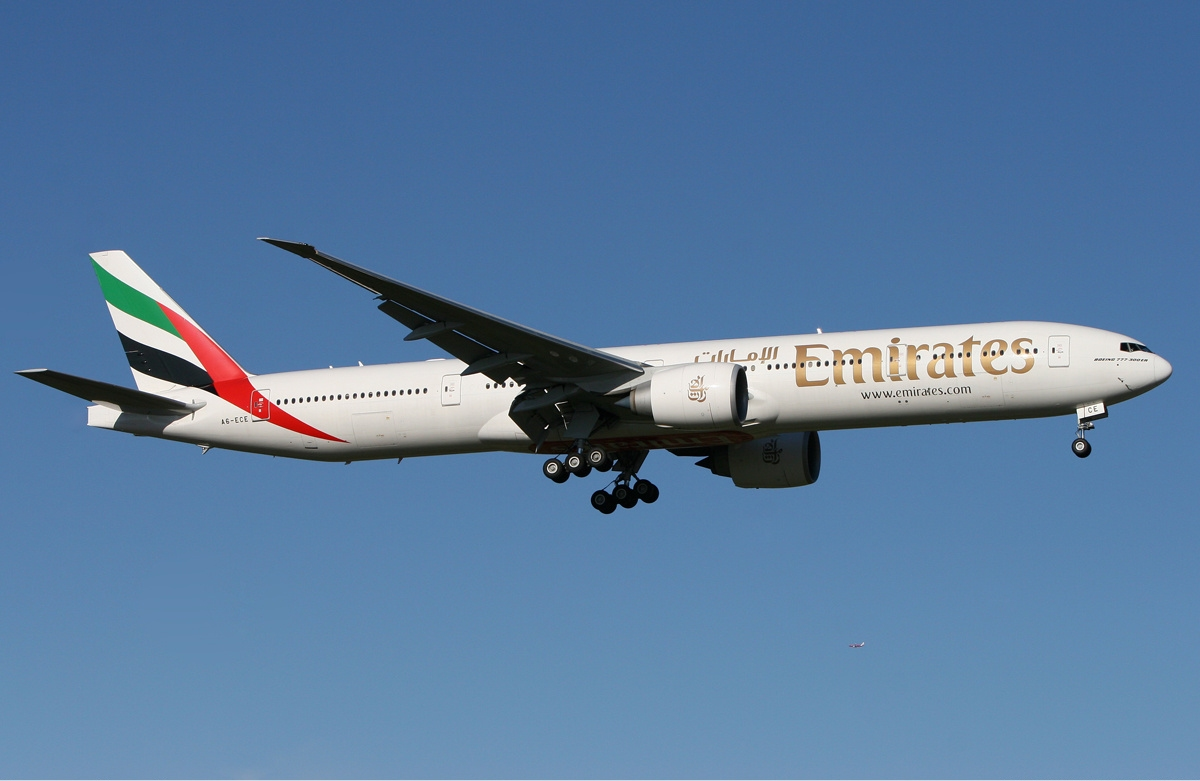
阿聯酋航空的波音777-300ER型客機正在降落於墨爾本機場

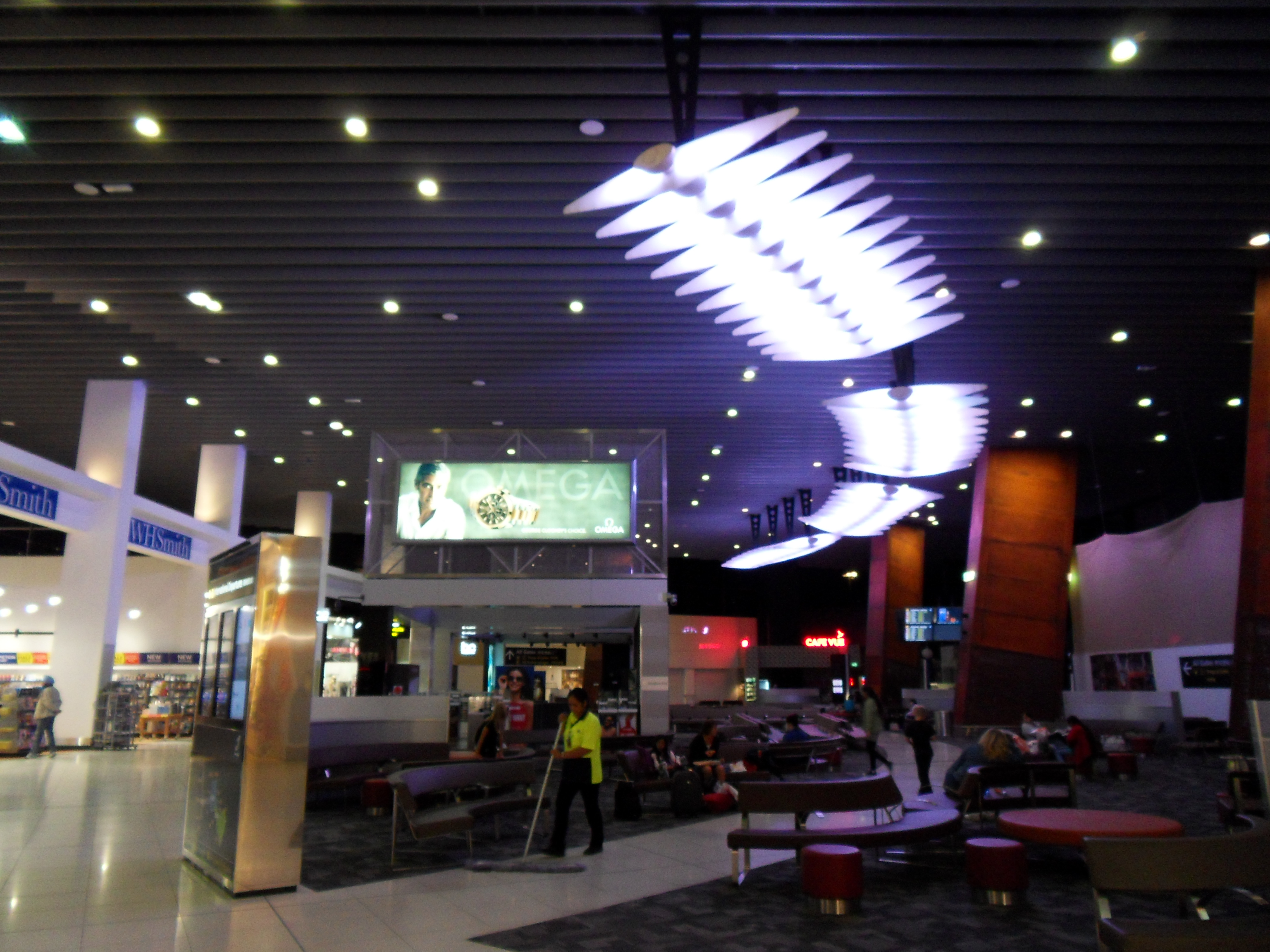
墨爾本國際機場的第二航廈

第二航廈處理機場所有的國際航班和个别国内航班。第二航廈設有20個有廊桥的登機閘口。國泰航空、馬來西亞航空、澳洲航空（附有兩個貴賓室供頭等及商務艙旅客使用）、新加坡航空、紐西蘭航空、阿提哈德航空和阿聯酋航空附有貴賓室於第二航廈。
2007年，第二航廈斥資3億元擴建，項目包括增加零售設施和貴賓室、興建一個衛星航廈、提升處理行李的能力、重新設計海關及安全檢查範圍等工程。新落成的衛星航廈將設有落地玻璃，能夠俯覽南北跑道，此外還建有三條雙層登機橋，能夠處理一架空中巴士A380客機或兩架較小的客機。兩條新的行李輸送帶將會增加處理行李的能力，以應付A380客機帶來的額外客量。所有工程已於2007年11月展開，並於2012年完成。

### 第三航廈

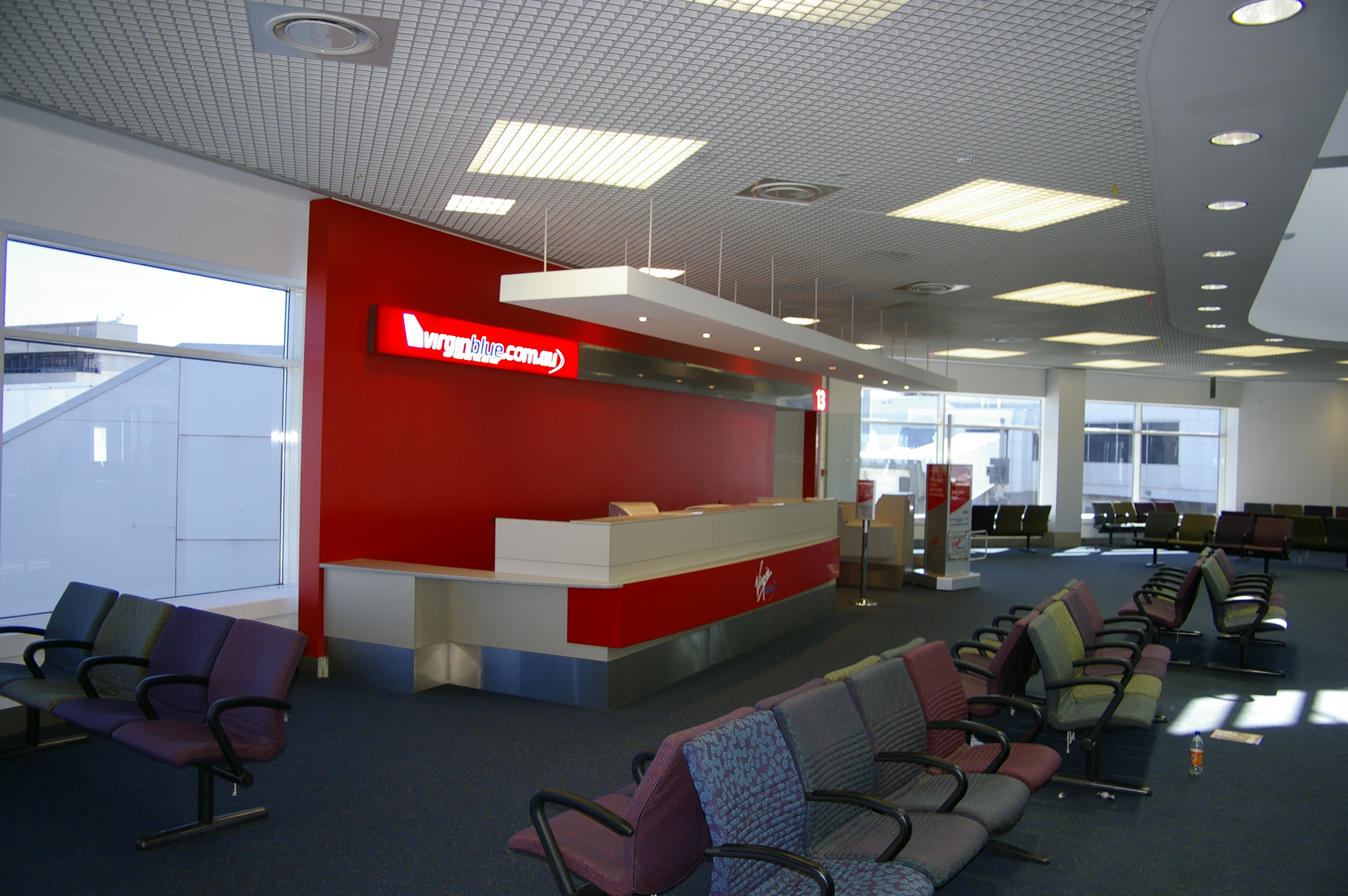
維珍藍專用的13號登機閘口

第三航廈在启用时称作「安捷航空航廈」，但現由墨爾本機場擁有，目前由維珍澳洲航空使用。第三航廈共有19個登機閘口，其中11個有廊桥。
安捷航空在1989年擴建第三航廈，1991年落成。其後安捷旗下的區域性航空航空遷入本航廈。航廈由安捷航空及旗下航空公司的國內航班獨自使用，一直到安捷在2001年破產為止。隨後有意購入安捷，而第三航廈便計劃預番給一家新的安捷航空。2002年，退出收購，安捷再把航廈個售予墨爾本機場。墨爾本機場其後翻新第三航廈，維珍藍航空隨之從第四航廈遷入。維珍澳洲航空亦在第三航廈設有貴賓室。

### 第四航廈

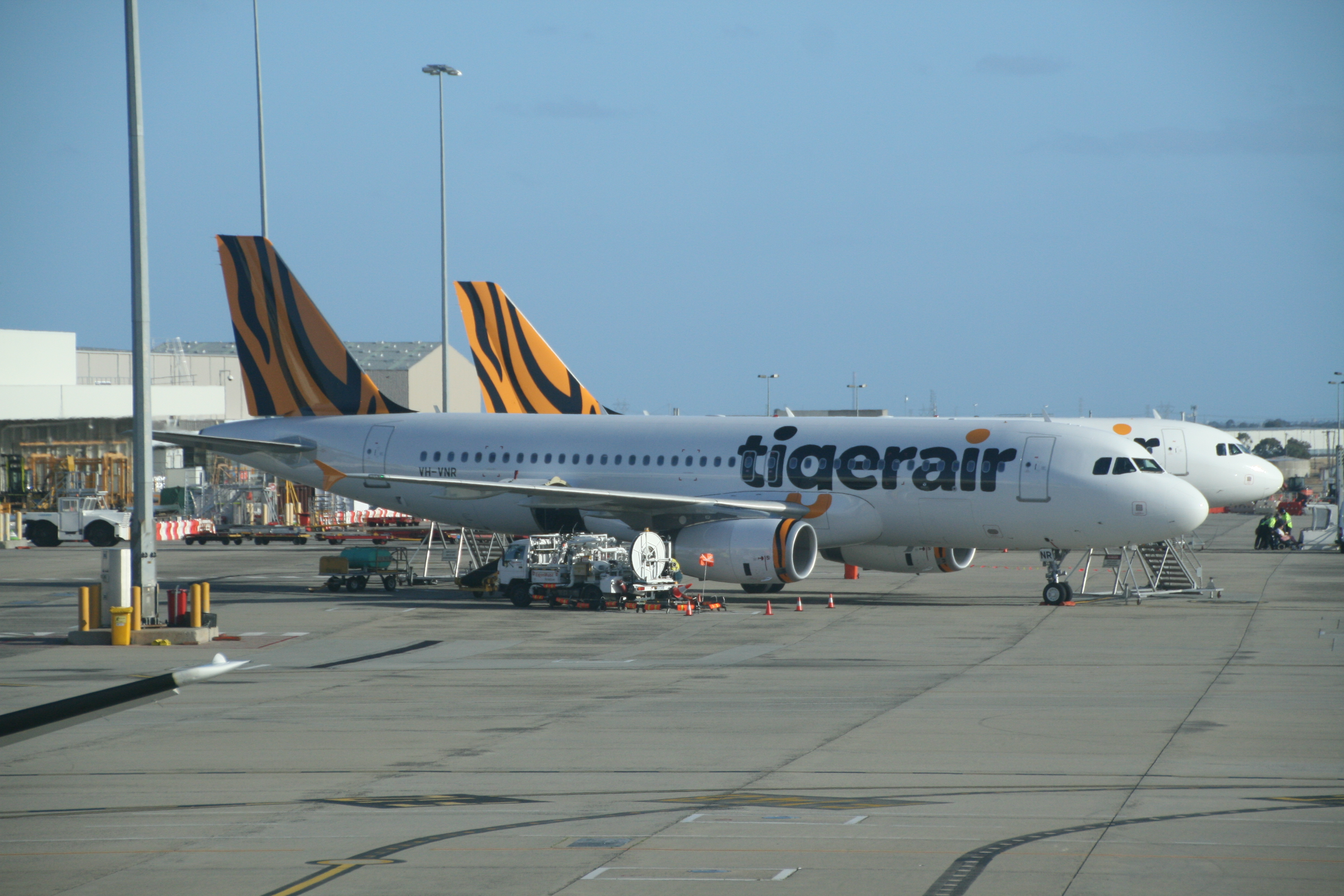
澳洲虎航的空中巴士A320-200型客機停泊在墨爾本機場

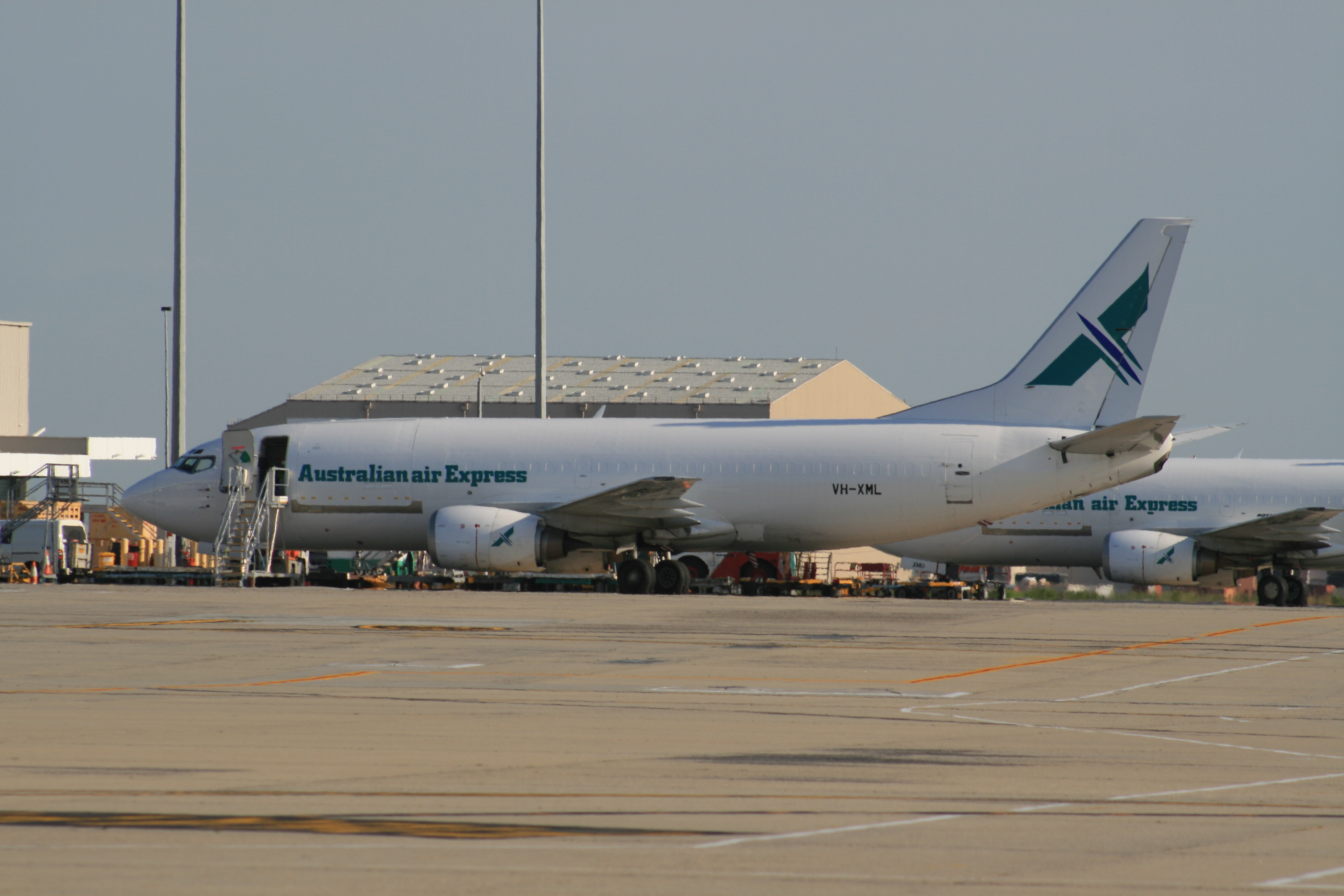
Express Freighters Australia Boeing 737-300

第四航廈－原稱或南航廈，是澳洲各主要機場的首個廉價航空航廈。第四航廈原本供維珍藍航空和使用，但安捷航空倒閉後，維珍藍遷入第三航廈。2007年6月，墨爾本機場參照新加坡樟宜機場和吉隆坡國際機場的廉價航廈模式，斥資500萬元翻新第四航廈。樟宜機場和吉隆坡機場向廉價航空公司徵收較的低落地費和機場處理費，而機場方面則向廉價航空公司提供客運基本設施。與主要的航廈比較，該等的航廈不設登機橋，較小的便利設施和零售設施 。但第四航廈跟部加坡和吉隆坡不同的是，四號航廈與墨爾本機場其他主要航廈是互不相連的。澳洲欣豐虎航自啟航後，一直獨自使用第四航廈。
捷星航空證實與墨爾本機場商討擴建第四航廈以容納未來國內廉價航空公司的發展。被倡議的擴建計劃包括提升處理欣豐虎航和捷星航班的基建設施，但計劃會涉及重置現時的貨運中心。項目費用預料多達數億，並需要5年時間完成。
新的第四航廈已經於2012年下半年開工，并於2015年投入使用，該項目投資共計4億澳元；而捷星澳洲將會是第一個進入該航廈的航空公司，欣豐虎航亦會繼續使用該航廈。，區域快線隨之從第三航廈遷入。

### 南面貨運停機坪

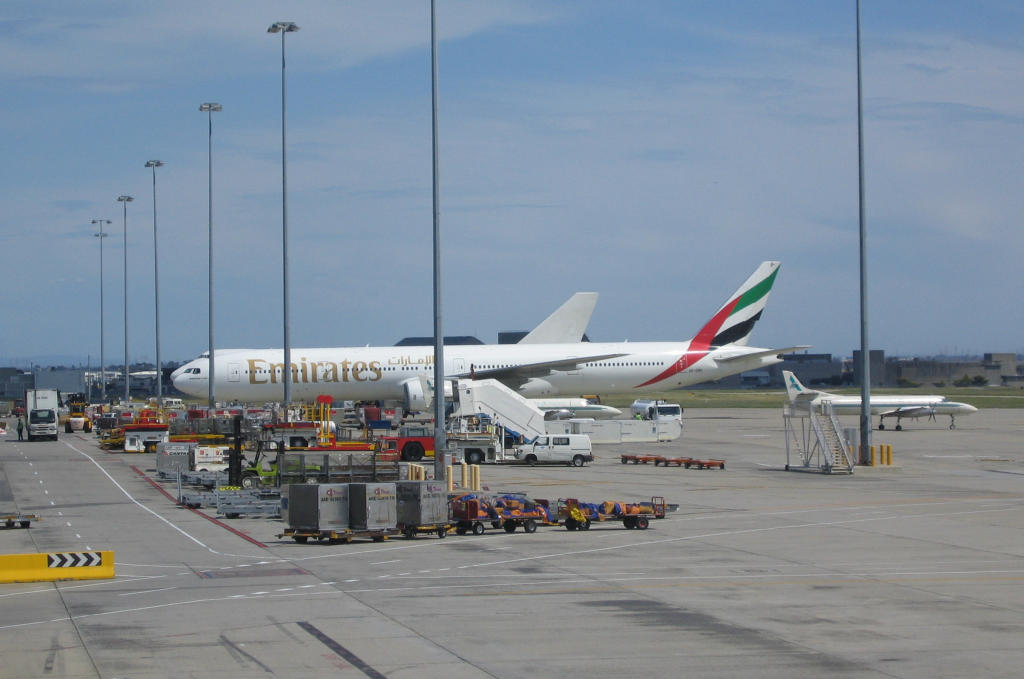
一架阿聯酋航空停泊在機場南面貨運停機坪。

南面貨運停機坪有五個指定給貨機停泊的停機坪，供周21班特定貨運航班使用。

### 其他設施

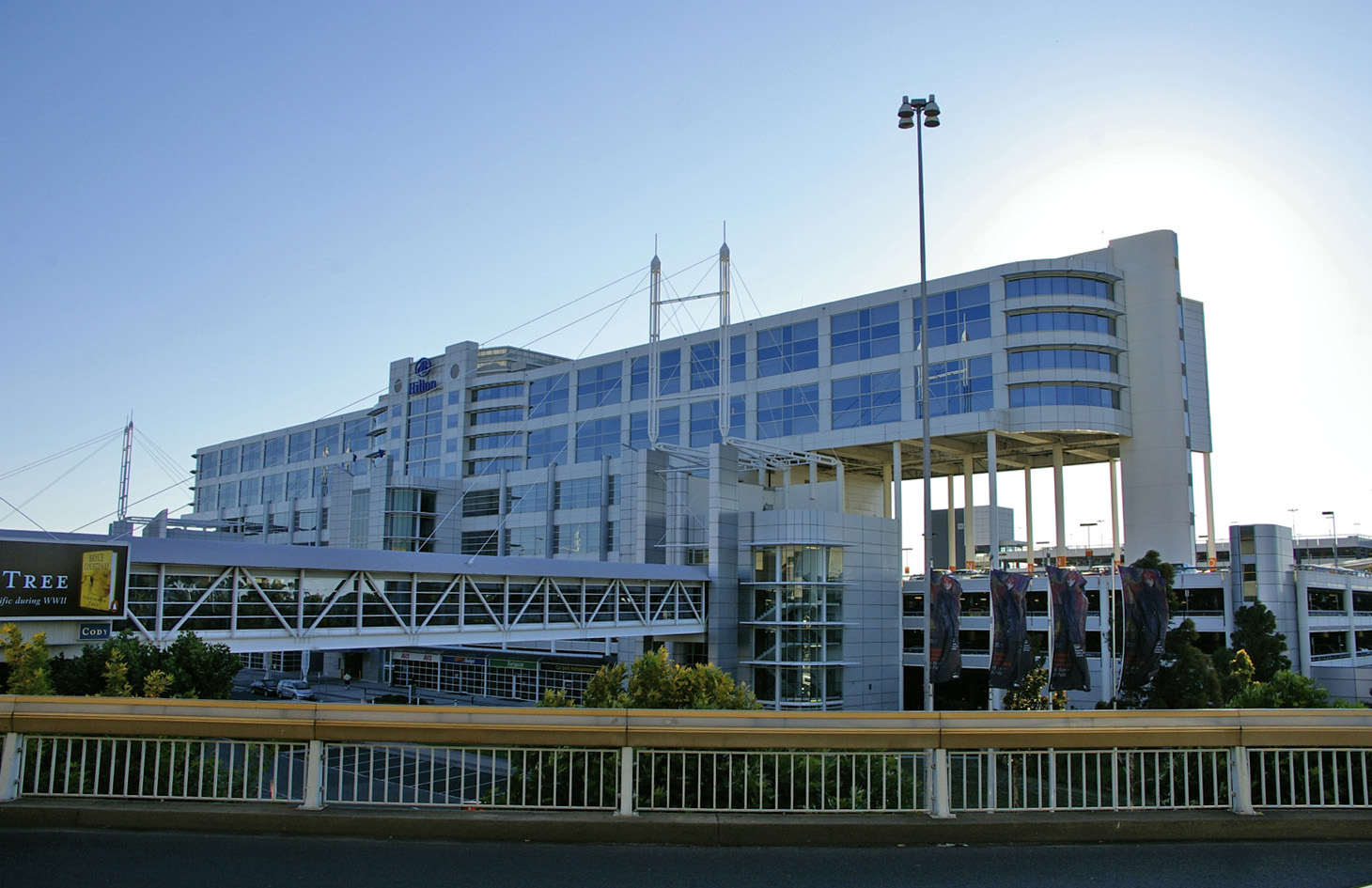
墨爾本機場希爾頓酒店

墨爾本機場附近設有4間酒店。提供280間房間的希爾頓酒店坐落於第二航廈100米外的多層停車場上蓋，於2000年年中落成。假日酒店（Holiday Inn）、及則距離主航廈範圍600米至2公里不等。機場的入口設有一間BP加油站、平治汽車代理和一間麥當勞餐廳。墨爾本機場高爾夫球會在北南跑旁。

## 航空公司及航點

### 國內航線
| 航空公司     | 目的地 | 客運大樓 |
| ------------ | --- | -------- |
| 澳洲航空     | 阿得雷德、愛麗斯泉、布里斯本、凱恩斯、坎培拉、黃金海岸、伯斯、赫德蘭港、雪梨、阳光海岸 季节性：布魯姆、汉密尔顿岛                                                            | 1        |
| QantasLink   | 阿得雷德、奥尔伯里、布里斯本、伯尔尼、坎培拉、科夫斯港、達爾文、德文港、霍巴特、朗塞斯頓、米爾杜拉、纽卡斯尔、汤斯维尔、沃加沃加 季节性：梅林布拉                            | 1        |
| 維珍澳洲航空 | 阿得雷德、艾爾斯岩、布里斯本、凱恩斯、坎培拉、達爾文、黃金海岸、汉密尔顿岛、霍巴特、朗塞斯頓、纽卡斯尔、珀斯、陽光海岸、雪梨                                                 | 3        |
| 捷星航空     | 阿得雷德、艾爾斯岩、巴利納、布里斯本、巴瑟尔顿、凱恩斯、坎培拉、達爾文、黃金海岸、汉密尔顿岛、赫维湾、霍巴特、朗塞斯頓、纽卡斯尔、珀斯、普罗瑟派恩、陽光海岸、雪梨、汤斯维尔 | 4        |
| 區域快線     | 伯尔尼、德文港、金島、默里姆布拉、米爾杜拉、甘比爾山、沃加沃加 | 4        |

### 國際航線
| 航空公司       | 目的地 |
| -------------- | --- |
| 澳洲航空       | 奧克蘭、基督城、达拉斯/沃思堡、德里、峇里島、香港、檀香山、雅加達、洛杉磯、皇后鎮、新加坡、東京-成田、舊金山、威靈頓 |
| 維珍澳洲航空   | 峇里島、皇后鎮 |
| 捷星航空       | 奧克蘭、曼谷-蘇凡納布、基督城、峇里島、胡志明市、楠迪、普吉島、皇后鎮、新加坡                                        |
| 紐西蘭航空     | 奧克蘭、基督城、皇后鎮、威靈頓                                                                                       |
| 斐濟航空       | 楠迪 |
| 汶萊皇家航空   | 斯里百加灣 |
| 新加坡航空     | 新加坡 |
| 酷航           | 新加坡 |
| 馬來西亞航空   | 吉隆坡 |
| 全亞洲航空     | 吉隆坡、峇里島 |
| 加魯達印尼航空 | 峇里島、雅加達 |
| 印尼全亞洲航空 | 峇里島 |
| 越南航空       | 胡志明市、河內 |
| 越捷航空       | 胡志明市、河內 |
| 泰國國際航空   | 曼谷/蘇凡納布 |
| 菲律賓航空     | 馬尼拉 |
| 宿霧太平洋航空 | 馬尼拉 |
| 中華航空       | 臺北/桃園 季节性：奧克蘭                                                                                             |
| 國泰航空       | 香港 |
| 香港航空       | 香港（2025年12月12日開辦）                                                                                           |
| 中國國際航空   | 北京-首都 |
| 中國東方航空   | 上海-浦東、南京 |
| 中國南方航空   | 廣州 季节性：北京-大興                                                                                               |
| 深圳航空       | 深圳（2025年12月22日復辦）                                                                                           |
| 厦门航空       | 厦门 |
| 首都航空       | 杭州、青岛 |
| 海南航空       | 海口 |
| 四川航空       | 成都-天府 |
| 吉祥航空       | 上海-浦東、重庆（計畫開辦）                                                                                          |
| 日本航空       | 東京-成田 |
| 印度航空       | 德里、孟買 |
| 斯里蘭卡航空   | 科倫坡 |
| 阿聯酋航空     | 杜拜 |
| 阿提哈德航空   | 阿布達比 |
| 卡達航空       | 多哈 |
| 土耳其航空     | 伊斯坦堡、新加坡 |
| 聯合航空       | 洛杉磯、舊金山 |
| 智利南美航空   | 聖地亞哥 |

### 貨運
| 航空公司         | 目的地                                                                     |
| ---------------- | -------------------------------------------------------------------------- |
| 國泰貨運         | 香港、雪梨、图文巴                                                         |
| 馬來西亞航空貨運 | 吉隆坡                                                                     |
| 澳洲航空货运     | 阿得雷德、布里斯本、凱恩斯、堪培拉、黃金海岸、霍巴特、朗塞斯顿、珀斯、雪梨 |
| 新加坡航空貨運   | 奧克蘭、新加坡                                                             |
| 塔斯曼货运航空   | 奥克兰、基督城、新加坡                                                     |
| Toll Priority    | 阿得雷德、布里斯本、雪梨                                                   |

## 機場擴建計劃
墨爾本國際機場自2005年后成為年客流量增加最多的國際主要城市之一。為了迎合越來越多的客流，墨爾本機場公司在2007年曾經計劃在2009年發展另外一個國際航站樓，亦有計劃多建設一個國內航站樓交由欣豐虎航以及維珍藍航空使用。但由於2008年至2009年的世界金融海嘯，這一個計劃並未能夠實現。
直到2012年2月，根據維多利亞州政府以及墨爾本機場集團的一系列磋商，墨爾本機場的擴建計劃得以變為現實。墨爾本國際機場將在現在的第一航站樓進行擴能改造和重新裝潢，令其可以達到國際航線航站樓標準。而現在的臨時第四航站樓將被推倒重建，令其符合現代的國內航線航站樓標準。該計劃投資預計將超過28億澳元。

## 意外及事故

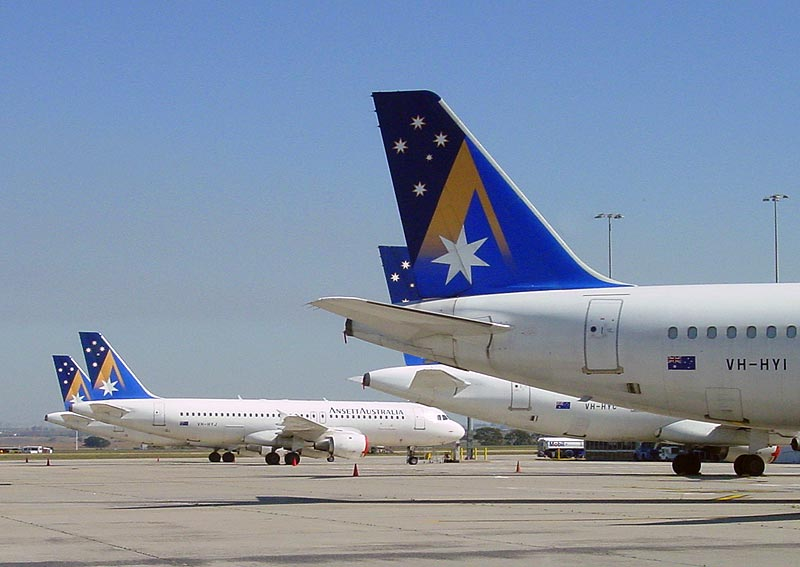
澳洲安捷航空的Airbus A320機隊

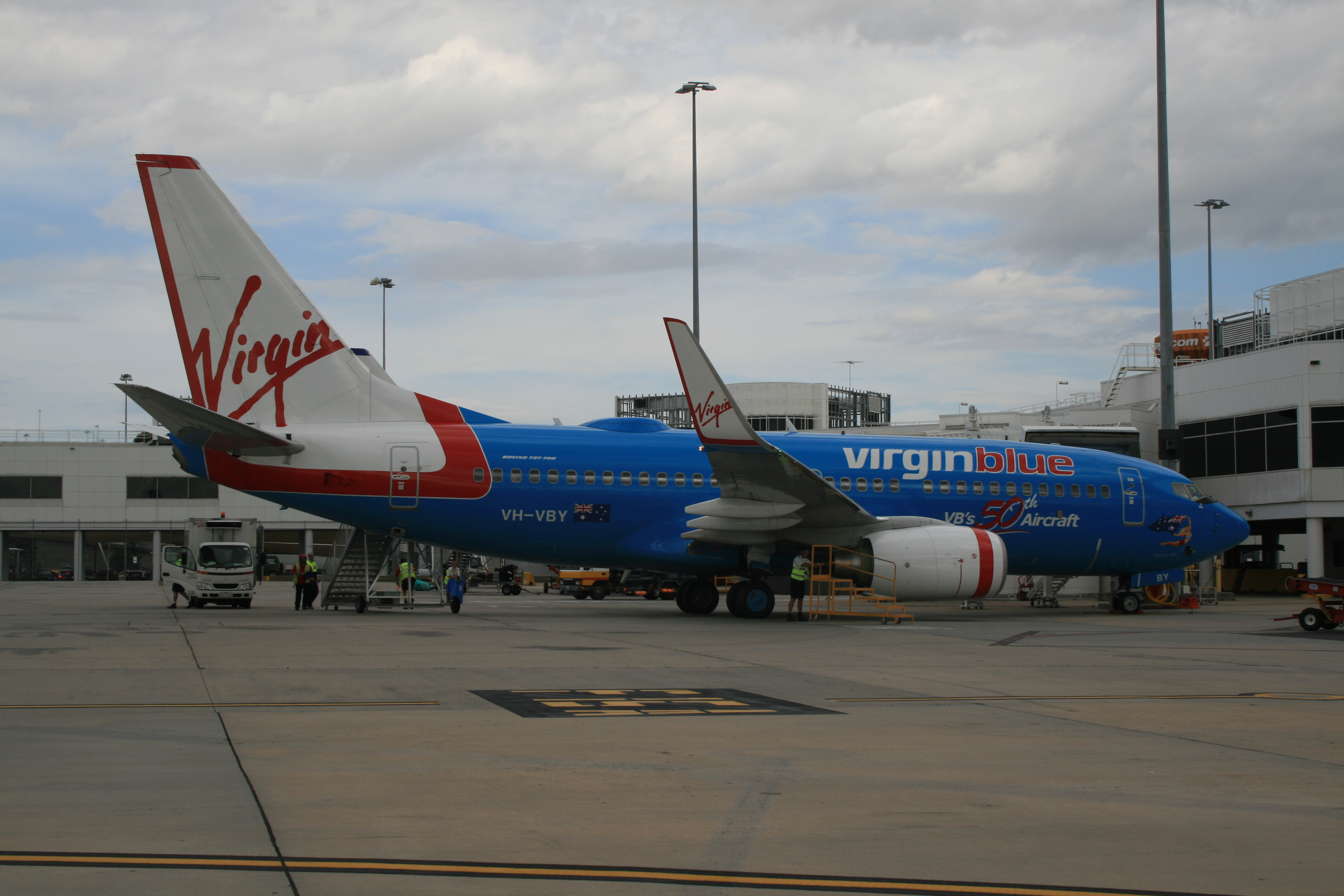
Boeing 737 Virgin-ia Blue 黄花航空

- 2003年5月29日，原定由墨爾本前往朗塞斯頓的澳洲航空1737班機在起飛後不久就被遭劫持。劫機者是乘客，企圖前往塔斯馬尼亞中部的，机组人员和乘客其後成功制服并控制住了劫机者，飞机最後安全折返墨尔本。[66][67]

- 2009年3月20日，原定前往杜拜國際機場的阿聯酋航空407班機在墨爾本機場的16跑道起飞时，未能在通常的滑跑距离上离陆。當航機接近跑道末端時，機機組人員大幅度拉升机头，使機尾在离陆前多次觸及跑道，在此过程中机舱内也出现烟雾。之后飛機在空中瀉下大部份燃料後安全折返。 事故也同时导致机场设施受到严重损坏，包括跑道末端的频闪灯和航向台的天线。天线的损坏导致盲降系统被迫停用一段时间，影响力机场的部分运行。[68]
- 2022年10月11日，机场发生了一次安全事件，一位乘客在1号航站楼未经过安检的情况下从安检区域外进入了安检后区域。事件发生后，澳大利亚联邦警察关闭了部分区域，并要求所有旅客重新进行安检，包括已经登机等待起飞的旅客。[69][70][71]
- 2023年12月，澳大利亚运输安全局（Australian Transport Safety Bureau，ATSB）确认，当年9月机场发生了两次异常接近（Near Miss）事件。由于34跑道施工，跑道的一部分被临时关闭，可用的跑道长度因此短于通常状态。尽管在自动终端情报服务（ATIS）信息中包含了施工相关的信息，但两次事件中的机组成员都未注意到这一信息，按照正常跑道长度进行起飞。其中马来西亚航空航班在距离施工区域约170米处离地，以约21英尺（6.4米）的高度越过施工人员和设备。而第二起事件中的越竹航空航班在距离施工区域约75米处离地，以约3～5米（10～16英尺）的高度越过施工人员和设备。[72][73]

## 外部連結
- 墨爾本機場 （页面存档备份，存于）（英文）（简体中文）
- 墨爾本機場航班資訊